# Kleine vlasaardvlo
De kleine vlasaardvlo (Longitarsus parvulus) is een keversoort uit de familie bladkevers (Chrysomelidae), die tot de tribus Alticini behoort. De wetenschappelijke naam van de soort werd in 1799 gepubliceerd door Gustaf von Paykull. De soort komt van nature voor in het Palearctisch gebied, Macaronesië en Noord-Afrika.

## Beschrijving
De kever is 1,3-1,5 mm lang en glanzend donkerbruin of zwart. De dekschilden zijn meer dan drie keer zolang als het halsschild. Ze zijn zeer dicht fijn gepunkteerd. De poten zijn oranjebruin met een donkerder dij. Dankzij een veermechanisme (de "metafemorale veer") in de sterk ontwikkelde dij van de achterste poten kunnen de kevers, typisch voor de meeste aardvlooien wegspringen bij gevaar. De penis en spermatheca  zijn 1-1,8 mm lang.

## Levenswijze
Er is één generatie per jaar. De kever overwintert onder het strooisel en verschijnt weer in maart en april. De kevers verblijven eerst op graan, kruisbloemigen, bieten en onkruiden en gaan pas naar het vlas als de planten opkomen. De vrouwtjes leggen na paring 1-3, lichtgele eieren bij de wortels van de waardplant. Een vrouwtje kan tot 300 eieren leggen. De eieren zijn 0,62 mm lang. Na 11-25 dagen kruipt de larve uit het ei. De melkwitte larve heeft een lichtgele kop. Na 26-29 dagen verpopt de larve op 14 cm diepte in de grond. Na 2,5-3 weken komt de kever uit de pop. Na een vreetperiode gaat de kever in oktober in winterrust. De kevers vreten van de bladeren. De larven vreten van de wortels.

## Waardplanten
Waardplanten zijn de vlassoorten: tweejarig vlas, geelhartje, Linum trigynum, vlas en kleverig vlas.